# بي أند إم
بي آند إم (والمعروفة أيضا باسم بي آند إم براغينز وأيضا أكبر بي آند إم هوم استور) هي سلسلة متاجر بريطانية متنوعة تأسست في عام 1978  في لوكسمبورغ.
ويعمل بيها أكثر من 32000 موظف وهي مدرجة في قائمة بورصة لندن وأيضا هي من أكبر المكونات لمؤشر FSTE 100.

## تاريخها
أسس هذا العمل مالكولم بيلينغتون وباسم «مالكوم بيلينغتون ومايمن» وافتتح أول متجر في كليفليس في إنجلترا عام 1978 واستحوذ عليه سيمون وبوبي أرورا من شركة فيلدرو للاستثمارات في كانون الأول/ديسمبر 2004.
وفي سبتمبر/أيلول 2006 شهد قطاع الأعمال نمواً كبيراً  من خلال الحصول على سلسلة متاجر غلين ويب وتحويلها إلى متاجر بي آند إم  واستحوذت الشركة أيضا على عدد من متاجر كويك ساف  وولوورث و أو-نورتال السابقة حيث انتقل العمل التجاري إلى مكتب جديد  وانضم مديرو العمليات الجديدة واللوجستيات والمالية إلى العمل التجاري في عام 2011  و في مايو عام 2011  اشترت بي آند إم أيضا عددا من متاجر فوكس ديي.
في ديسمبر عام 2012  حصلت شركة كلايتون  دوبيلييه آند رايس  وهي واحدة من أهم صناديق الأسهم الخاصة في العالم  على حصة كبيرة في بي آند إم  وحيث انضم السير تيري ليهي وفيندي بانغا إلى مجلس الإدارة. في مارس عام 2014 اكتسبت الشركة حصة الأغلبية في شركة جوول الألمانية لتجارة التجزئة  ثم افتتحت مركز توزيع جديد 500000  SQ FT في سبيكي في ليفربول. ومن ثم في يونيو عام 2014  كان المشروع موضوع عرض عام أولي ومع ذلك وبناءاً على تحليل مفصل من قبل كلية كولومبيا للأعمال التجارية  تبين أن المكتب الفني الدولي من بي أند إم كان مغلقا بسبب السوق المشبعة بالفعل في المملكة المتحدة. و في نوفمبر عام 2014 افتتحت الشركة متجرها الموسوم بالعدد اربعمئة (في ستوكبورت)  وادعت أنها تخدم أكثر من ثلاثة ملايين عميل كل أسبوع. 
خلال يوليو عام 2017  أكملت الشركة شراء سلسلة متاجر الأغذية المجمدة الأصغر هيرون فودز مقابل 152 مليون جنيه إسترليني  و في عام 2018 بدأت الشركة تجربة تحويل فروع هيرون للأغذية إلى بي آند إم إكسبريس.
و اعتبارًا من 31 يناير 2018 أصدرت شركة بي أند إم الأوروبية للبيع بالتجزئة 1,000,561,222 سهمًا عاديًا وبسعر الافتتاح البالغ 10 بنسات .
حيث في أكتوبر 2018  استحوذت الشركة على 95 متجر بابو في فرنسا مقابل 91.2 مليون يورو.

## أعمالها
أن  ما يصل إلى 30٪ من اسهم شركة بي أند إم مصدرها وشرائها مباشرة من الصين  على الرغم من أن بائع التجزئة يعتقد أنه يمكن تعويض تكاليف الاستيراد المرتفعة عن طريق زيادة حجم المبيعات حيث يتم بيع أقل من 10 ٪ من منتجاتهم مقابل 1 جنيه إسترليني  مما يمنحهم ميزة على المنافسين ذوي السعر الواحد مثل بوندلاند وأيضا منذ سبتمبر عام 2012 بدأت بعض المتاجر  ببيع سلع اليانصيب الوطنية

## توسيع المتجر
عام 2021 أصبحت الشركة تمتلك حاليا 686 متجر في المملكة المتحدة وبالأضافة إلى 275 متجر في هيرون فودز وحيث تدير 104 متاجر في فرنسا تحت العلامة التجارية بابو 
وخلال الفترة الممتدة من عامي 2016 إلى 2018 افتتحت الشركة 100 متجر آخر حيث وصلت عدد متاجرها 600 متجر في نوفمبر 2018
وفي أيلول/سبتمبر عام 2020  أعلنت الشركة أنها تعتزم فتح حوالي 45 متجرا  والتي قامت بتقديم كل شيء من الوجبات الغذائية المعلبة والمجمدة وصولاً إلى  ورقات الجدران ومصانع الفراش التي أصبحت ظاهرة تامين 